# Av goda makter underbart bevarad
Av goda makter underbart bevarad, (Von guten Mächten treu und still umgeben), är en psalm av Dietrich Bonhoeffer från 1944. Psalmen skrevs i fängelset till Bonhoeffers föräldrar inför sista årsskiftet i hans liv. Den andas frid och förtröstan trots det svåra läget och rymmer en anspelning på eldstoden, som nattetid lyste Israels barn på vägen från slaveriets Egypten, och på det ljus, som enligt evangelisten Johannes "lyser i mörkret, och mörkret har inte övervunnit det."
Melodin i blandad taktart är komponerad av Hubert Parry 1904 (g-moll, 3/2 och 4/2).
Tre verser, med sista versen först, av Bonhoeffers kvällspsalm finns i Den svenska psalmboken 1986 i en fri översättning från 1973 av Per Olof Nisser.
I Psalmer i 2000-talet finns en annan översättning av Bonhoeffers text, psalm 817 "Med hjärtats tillit" av Jonas Jonson.

## Publicerad i
- Den svenska psalmboken 1986 som nr 509 under rubriken "Kväll".
- Svensk psalmbok för den evangelisk-lutherska kyrkan i Finland (1986) som nr 527 under rubriken "Morgon och afton" med en annan översättning och melodi (av Anders Kronlund, 1983) än i Den svenska psalmboken.

- Psalmer och Sånger 1987 som nr 544 under rubriken "Dagens och årets tider - Kväll".[1]